# Encefalopatia spongiformă bovină

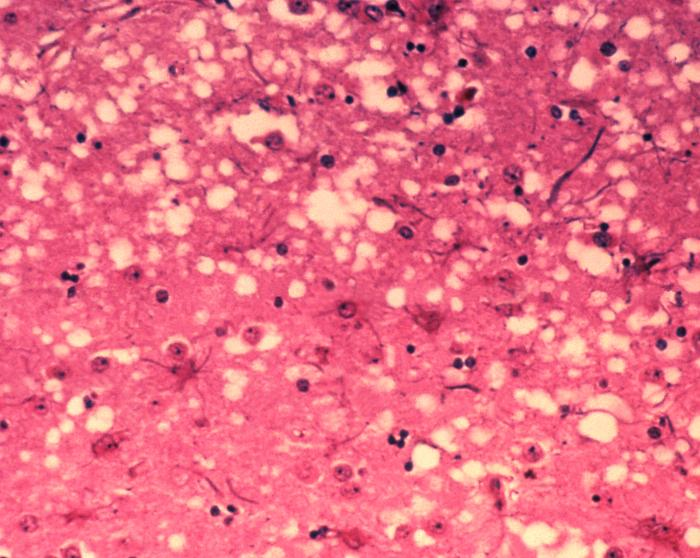
Vacuole microscopice caracteristice pe o secţiune dintr-un ţesut nervos afectat de prioni, cu aspect spongiform

Encefalopatia spongiformă bovină (ESB), cunoscută ca boala vacii nebune este o boală mortală, cu acțiune neurodegenerativă la bovine, care provoacă o degenerare spongioasă în interiorul creierului și măduvei spinării și provocând ochi roșii. BVB are o lungă perioadă de incubație, cam 4 ani, afectând de obicei bovinele adulte cu vârsta între patru-cinci ani, toate rasele fiind la fel de sensibile. În Regatul Unit, țara cea mai grav afectată, mai mult de 179 de mii de bovine au fost infectate și 4,4 milioane sacrificate în timpul programului de eradicare.
Este de crezut, dar nu dovedit, că boala poate fi transmisă de oameni care consumă creier sau măduva spinării a carcaselor infectate. La om boala este cunoscută ca noua variantă a bolii Creutzfeldt-Jakob (vCJD sau nvCJD), și în aprilie 2008, ea a ucis 163 de oameni în Marea Britanie, așteptându-se ca numărul acestora să crească din cauza perioadei de incubație a bolii. Între 460-482 de mii de animale infectate cu ESB au intrat în lanțul alimentar uman înainte de introducerea în 1989 a controalelor cu grad ridicat de risc al organelor. 
O anchetă britanică a ESB a ajuns la concluzia că epidemia a fost cauzată de bovine, care sunt în mod normal erbivore, fiind alimentate cu resturile altor vite, sub formă de carne și oase (CSO), care a provocat răspândirea agentului infecțios. Originea bolii în sine rămâne necunoscută. Agentul infecțios se distinge prin viabilitatea sa la temperaturi ridicate; aceasta a contribuit la răspândirea bolii în Marea Britanie, care a redus temperatura utilizată în timpul procesului său de redare. Un alt factor de contribuție a fost hrănirea vițeilor aflați la o vârstă foarte fragedă cu suplimente proteice infectate.

## Agentul infecțios
Agentul infecțios al ESB este considerat a fi un tip de proteină numit prion. Acestea poartă boala printre indivizi, cauzând deteriorări ale creierului. ESB este un tip al encefalopatiei spongiforme transmisibile(EST).